# WebCite
WebCite，是一個網路存檔服務网站，可以存档网页后会生成一个永久的存档网页链接地址。若使用WebCite，原始頁面被移動、更改或刪除后，读者可以透過保留一個在線的副本阅读到该网页当时的内容。但是，並非所有網頁都可以存檔。
WebCite可以歸檔一系列內容，包括HTML網頁、PDF檔案、CSS樣式表、JavaScript和数字图像。另一個網路存檔服務是互联网档案馆的时光机。這兩種服務之操作方法不同，某些頁面可以由其中一個存檔，但另一個就無法存檔。網路時光機使用機器人在特定時間自動存檔某些網頁，並接受由用戶請求發起的存檔過程；WebCite則需要有人主動歸檔鏈接。
WebCite自2019年7月起停止接受新的存檔請求。